# Oberdorf-Spachbach
Oberdorf-Spachbach – miejscowość i gmina we Francji, w regionie Grand Est, w departamencie Dolny Ren.
Według danych na rok 1990 gminę zamieszkiwało 349 osób, 148 os./km².